# Hemaris croatica
Hemaris croatica là một loài bướm đêm thuộc họ Sphingidae. Loài này có ở Balkan, Anatolia và Kavkaz to Iran. Along Địa Trung Hải coast it is found tới miền bắc Israel. There are local populations on the Krym và ở miền đông Ukraina và miền tây Kazakhstan.

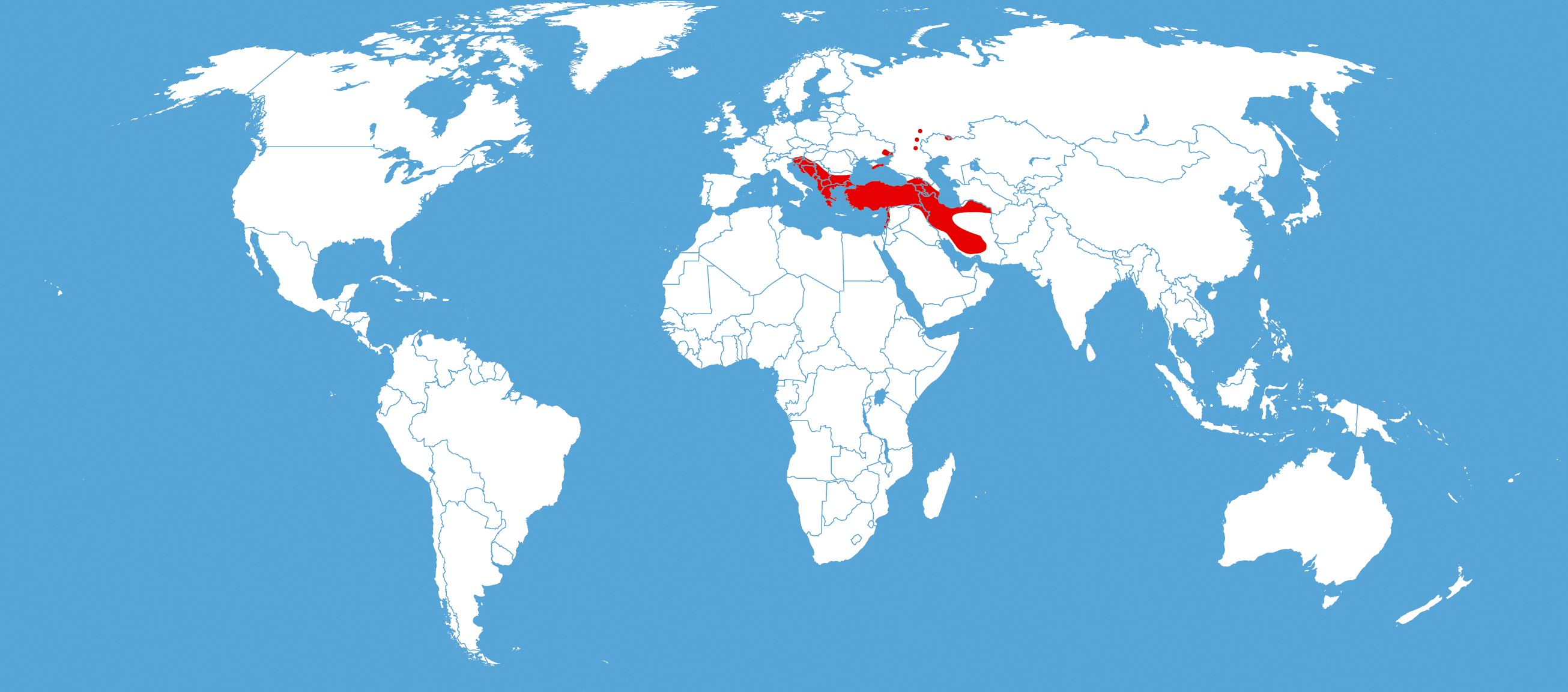

Sải cánh dài 36–64 mm (H. croatica croatica) up to 65–71 mm (H. croatica fahira). Ở phía bắc và in mountainous areas it gặp ở one generation vào tháng 7. In warm areas it flies làm hai đợt từ tháng 5 đến tháng 6 vào tháng 8.
Ấu trùng ăn các loài Scabiosa, Cephalaria, và Asperula.

### Phụ loài
- Hemaris croatica croatica
- Hemaris croatica fahira de Freina, 2004 (Iran)